# Палеа Милия
Палия Милия или Палеа Милеа (на гръцки: Παλία Μηλιά, Παλαία Μηλέα) е бивше село в Република Гърция, в дем Гревена, област Западна Македония.

## География
Селото е разположено на 550 m надморска височина, на около 15 km северно от град Гревена и на 3 km южно от Ватолакос (Добратово).

## История

### В Османската империя
В края на XIX век Милия е смесено мюсюлманско-християнско гръкоезично село в северната част на Гребенската каза на Османската империя. 
На Етнографската карта на Битолския вилает на Картографския институт в София от 1901 година Милия е чисто гръцко село в Гревенската каза на Серфидженския санджак с 36 къщи.
Според статистика на Серфидженския санджак на гръцкото консулство в Еласона от 1904 година в Милия (Μηλιά), Гревенска каза, живеят 100 валахади и 150 гърци християни.

### В Гърция
През Балканската война в 1912 година в селото влизат гръцки части и след Междусъюзническата в 1913 година Милия влиза в състава на Кралство Гърция.
В средата на 1920-те години мюсюлманската част от населението на селото е изселена в Турция по силата на Лозанския договор и на нейно място са заселени гърци бежанци от Турция. В 1928 година селището е представено като смесено от коренни местни жители и новодошли бежанци като последните са само 11 семейства или 36 или 40 души.
Селото пострадва силно от Гражданската война. След нея е основано новото село Милеа. През 1963-1964 година с цел избягване на честите свлачища жителите му са задължително изселени на 1,5 километра на север в новооснованото село Милеа. Оттогова старото селище се нарича Стара Милия (Παλιά Μηλιά, Палия Милия). В него е запазена църквата „Свети Димитър“ от 1900 година и „Свети Константин“, в която има смятан за свещен извор.
| Година    | 1913 | 1920 | 1928 | 1940 | 1951 | 1961 | 1971 | 1981 | 1991 | 2001 | 2011 | 2021 |
| --------- | ---- | ---- | ---- | ---- | ---- | ---- | ---- | ---- | ---- | ---- | ---- | ---- |
| Население | 269  | 190  | 342  | 351  |      |      | 15   |      |      |      |      |      |